# Efapel-Glassdrive/Saison 2014
Dieser Artikel listet Erfolge und Fahrer des Radsportteams Efapel-Glassdrive in der Saison 2014 auf.

## Erfolge in der UCI Europe Tour
Bei den Rennen der UCI Europe Tour im Jahr 2014 gelangen dem Team nachstehende Erfolge.
| Datum    | Rennen                                              | Kat. | Fahrer             |
| -------- | --------------------------------------------------- | ---- | ------------------ |
| 10. Juli | Prolog Grande Prémio Internacional de Torres Vedras | 2.2  | Víctor de la Parte |
| 30. Juli | Prolog Volta a Portugal                             | 2.1  | Víctor de la Parte |

## Abgänge – Zugänge
| Zugänge            | Team 2013                | Abgänge        | Team 2014                |
| ------------------ | ------------------------ | -------------- | ------------------------ |
| Garikoitz Bravo    | Euskaltel Euskadi        | Hernâni Broco  | Louletano-Dunas Douradas |
| Ricardo Mestre     | Euskaltel Euskadi        | Sandro Pinto   | Louletano-Dunas Douradas |
| Bruno Silva        | LA Aluminios-Antarte     | Arkaitz Durán  | OFM-Quinta da Lixa       |
| Rafael Silva       | LA Aluminios-Antarte     | Nuno Ribeiro   | OFM-Quinta da Lixa       |
| Carlos Oyarzun     | Louletano-Dunas Douradas | Ricardo Vilela | OFM-Quinta da Lixa       |
| Víctor de la Parte | SP Tableware             | César Fonte    | Rádio Popular            |
| Hélder Ferreira    | Neoprofi                 | Rui Sousa      | Rádio Popular            |
| Diego Rubio        | Neoprofi                 | Marco Cunha    | Unbekannt                |
| João Silva         | Neoprofi                 |                |                          |

## Mannschaft
| Name               | Geburtstag         | Nationalität |
| ------------------ | ------------------ | ------------ |
| Jóni Brandão       | 20. November 1989  | Portugal     |
| Garikoitz Bravo    | 31. Juli 1989      | Spanien      |
| Filipe Cardoso     | 15. Mai 1984       | Portugal     |
| Hélder Ferreira    | 15. Februar 1991   | Portugal     |
| Ricardo Mestre     | 11. September 1983 | Portugal     |
| Carlos Oyarzun     | 26. Oktober 1981   | Chile        |
| Víctor de la Parte | 22. Juni 1986      | Spanien      |
| Diego Rubio        | 13. Juni 1991      | Spanien      |
| Bruno Silva        | 17. Mai 1988       | Portugal     |
| João Silva         | 14. April 1995     | Portugal     |
| Rafael Silva       | 14. November 1990  | Portugal     |
| Sérgio Sousa       | 11. Oktober 1983   | Portugal     |